# Sisi i Jo
Sisi i Jo (títol original en alemany, Sisi & Ich) és una pel·lícula històrica de comèdia negra del 2023 dirigida per Frauke Finsterwalder, que va coescriure el guió amb Christian Kracht. És protagonitzada per Susanne Wolff com a Elisabet de Baviera i Sandra Hüller com la comtessa Irma Sztáray. Explica una història de ficció de l'emperadriu Elisabet d'Àustria des del punt de vista de la seva dama de companyia, Irma Sztáray. La pel·lícula és una coproducció internacional entre Alemanya, Suïssa i Àustria. Sisi i Jo es va estrenar per primer cop a la secció Panorama del Festival de Cinema de Berlín el 19 de febrer de 2023. Es va estrenar als cinemes a Àustria, Alemanya i Suïssa el 30 de març de 2023. S'ha doblat i subtitulat al català.
Amb aquesta pel·lícula, Finsterwalder va guanyar el Bayerischer Filmpreis de 2023 al millor director. També va rebre quatre nominacions al Deutscher Filmpreis de 2023, inclosa la millor actriu per a Sandra Hüller, i va guanyar el premi al millor disseny de vestuari. El film també va rebre el Premi del Cinema Austríac al millor disseny de vestuari el 2024.